# Troféu Collier

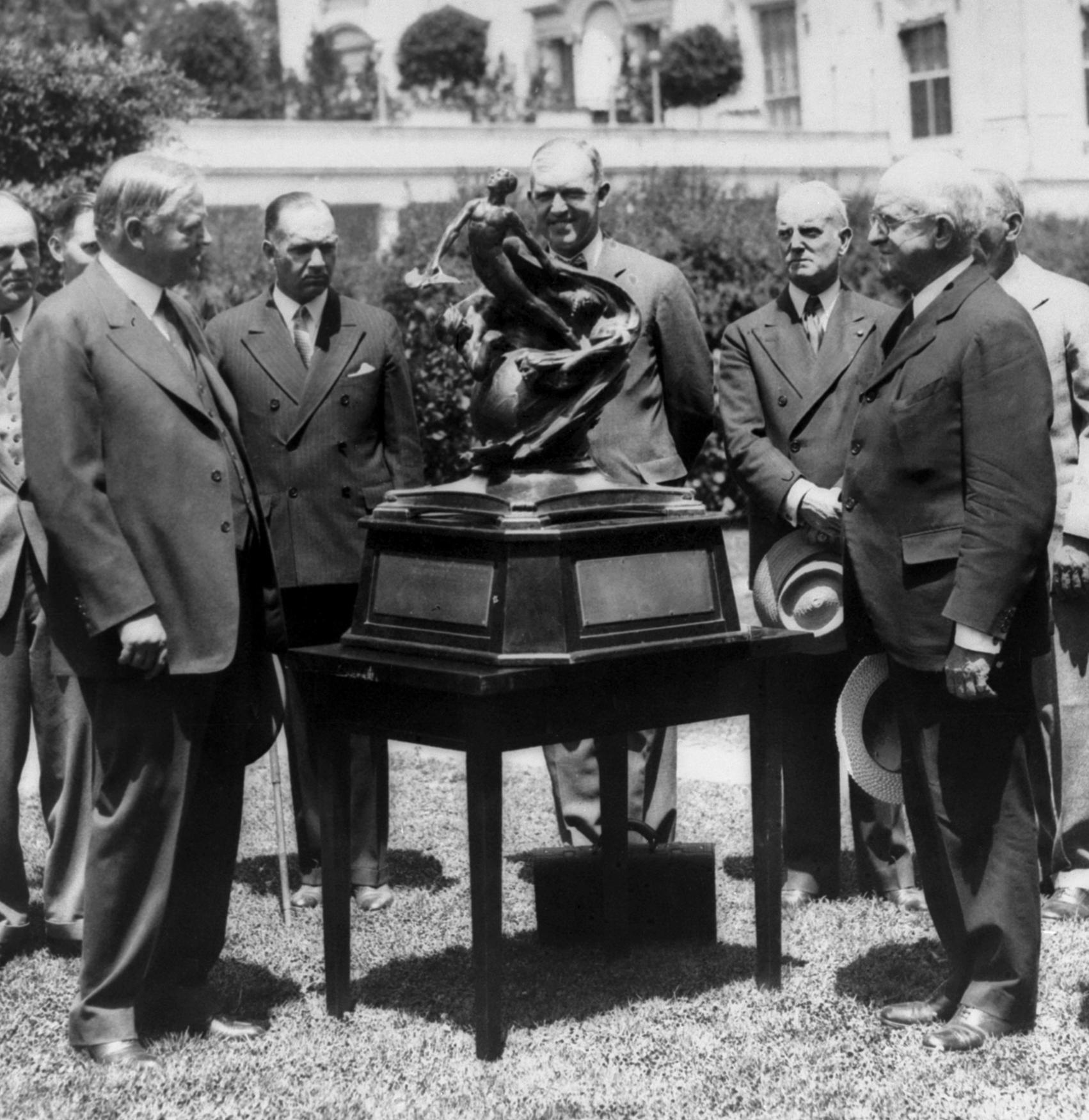
Herbert Hoover stellt die Collier Trophy Joseph Ames vom NACA dar (1929)

O Troféu Collier (em inglês:  Collier Trophy, até 1922 Aero Club of America Trophy) é um prêmio concedido uma vez por ano nos Estados Unidos. É consagrado àqueles que obtiveram no ano anterior os maiores avanços nas áreas de aeronáutica e astronáutica nos Estados Unidos (em inglês: "the greatest achievement in aeronautics or astronautics in America, with respect to improving the performance, efficiency, and safety of air or space vehicles, the value of which has been thoroughly demonstrated by actual use during the preceding year.")
O prêmio foi instituido em 1910 por Robert Joseph Collier, editor do Colliers Weekly e presidente do Aero Club of America, e concedido a primeira vez em 1911. O troféu pesa 240 kg e está exposto no Museu do Ar e Espaço.

## Agraciados
- 1911 - Glenn Curtiss
- 1912 - Glenn Curtiss
- 1913 - Orville Wright
- 1914 - Elmer Ambrose Sperry e Lawrence Sperry
- 1915 - Starling Burgess
- 1916 - Elmer Sperry
- 1917 - Não atribuído
- 1918 - Não atribuído
- 1919 - Não atribuído
- 1920 - Não atribuído
- 1921 - Grover Loening
- 1922 - U.S. Air Mail Service
- 1923 - U.S. Air Mail Service
- 1924 - U.S. Army Air Service
- 1925 - Sylvanus Albert Reed
- 1926 - Edward Hoffman
- 1927 - Charles Lanier Lawrance
- 1928 - Aeronautics Branch, Departement of Commerce
- 1929 - National Advisory Committee for Aeronautics
- 1930 - Harold Pitcairn
- 1931 - Packard Motor Car Company
- 1932 - Glenn Luther Martin
- 1933 - Hamilton Standard Propeller Company e Frank Walker Caldwell
- 1934 - Albert Francis Hegenberger
- 1935 - Donald Wills Douglas
- 1936 - Pan American Airways
- 1937 - U. S. Army Air Corps
- 1938 - Howard Hughes
- 1939 - Airlines of the U.S.
- 1940 - Sanford Alexander Moss e Army Air Corps
- 1941 - Army Air Forces e Airlines der USA
- 1942 - Henry H. Arnold
- 1943 - Luis de Florez
- 1944 - Carl A. Spaatz
- 1945 - Luis Walter Alvarez
- 1946 - Lewis A. Rodert
- 1947 - John Stack, Lawrence D. Bell, Charles Yeager
- 1948 - Radio Technical Commission for Aeronautics
- 1949 - William P. Lear
- 1950 - Die Helicopter Industrie, die Military Services und die Coast Guard der USA
- 1951 - John Stack
- 1952 - Leonard S. Hobbs
- 1953 - James Howard Kindelberger e Edward H. Heinemann
- 1954 - Richard Travis Whitcomb
- 1955 - William M. Allen, Nathan F. Twining
- 1956 - Charles J. McCarthy, James S. Russell
- 1957 - Edward P. Curtis
- 1958 - United States Air Force und Clarence Johnson, Neil Burgess und Gerhard Neumann, Major Howard C. Johnson, Captain Walter W. Irwin
- 1959 - United States Air Force, die Convair Division von General Dynamics Corporation und Space Technology Laboratories, Inc.
- 1960 - Vice Admiral William F. Raborn
- 1961 - Major Robert M. White, Joseph Albert Walker, Albert Scott Crossfield und Commander Forrest Petersen
- 1962 - Scott Carpenter, Gordon Cooper, John Glenn, Gus Grissom, Walter Schirra, Alan Shepard, Donald Slayton
- 1963 - Clarence Johnson
- 1964 - Curtis LeMay
- 1965 - James Webb e Hugh Dryden
- 1966 - James Smith McDonnell
- 1967 - Lawrence A. Hyland
- 1968 - Frank Borman, Jim Lovell e William Anders
- 1969 - Neil Armstrong, Buzz Aldrin und Michael Collins
- 1970 - Boeing
- 1971 - David Scott, James Irwin e Alfred Worden
- 1972 Die Offiziere und Mannschaften der 7th und 8th Air Force der USAF und Task Force 77 USN
- 1973 - Skylab
- 1974 - Dr. John F. Clark und Daniel J. Fink
- 1975 - David S. Lewis
- 1976 - Força Aérea dos Estados Unidos e Rockwell International
- 1977 - General Robert J. Dixon
- 1978 - Sam B. Williams
- 1979 - Dr. Paul B. MacCready
- 1980 - Das Voyager Missions Team (Dr. Edward C. Stone)
- 1981 - NASA, Rockwell International, Martin Marietta, Thiokol
- 1982 - T. A. Wilson e Boeing
- 1983 - Exército und Hughes Aircraft Helicopters
- 1984 - NASA e Martin Marietta
- 1985 - Russell W. Meyer
- 1986 - Jeana Yeager, Richard Glenn Rutan, Burt Rutan
- 1987 - NASA Lewis Research Center und das NASA/industry Advanced Turboprop Team
- 1988 - Richard Truly
- 1989 - Ben Rich e United States Air Force Team
- 1990 - Bell Boeing
- 1991 - Northrop Corporation e United States Air Force
- 1992 - Das Global Positioning System Team, United States Air Force, United States Naval Research Laboratory, Aerospace Corporation, Rockwell International und IBM Federal Systems Company
- 1993 - Hubble Space Telescope Recovery Team
- 1994 - United States Air Force, McDonnell Douglas, United States Army
- 1995 - Boeing
- 1996 - Cessna Aircraft Company
- 1997 - Gulfstream Aerospace Corporation
- 1998 - Lockheed Martin, GE Aircraft Engines, NASA, Air Combat Command of the United States Air Force und Defense Intelligence Agency
- 1999 - Boeing, GE Aircraft Engines, Northrop Grumman, Raytheon und United States Navy
- 2000 - Northrop Grumman, Rolls-Royce, Raytheon, L-3 Communications, United States Air Force und DARPA
- 2001 - Pratt & Whitney, Rolls-Royce, Lockheed Martin, Northrop Grumman, BAE Systems und das Joint Strike Fighter Program Office
- 2002 - Sikorsky Aircraft Corporation
- 2003 - Gulfstream G550 Team
- 2004 - Paul Allen, Burt Rutan, Doug Shane, Michael Melvill, Brian Binnie
- 2005 - Eclipse Aviation
- 2006 - Lockheed Martin, Boeing, Pratt & Whitney, Northrop Grumman, Raytheon, BAE Systems United States Air Force sowie etwa 1000 kleinere Zulieferer in insgesamt 42 Bundesstaaten
- 2007 - Mehrere öffentliche sowie private Organisationen und Firmen für ihre Arbeit am Automatic Dependent Surveillance-Broadcast (ADB-S), einer neuartigen Überwachungstechnik für den Luftverkehr
- 2008 - Commercial Aviation Safety Team
- 2009 - Estação Espacial Internacional